# 比利亚加西亚-德坎波斯
比利亚加西亚-德坎波斯（西班牙語：Villagarcía de Campos）是西班牙卡斯蒂利亚-莱昂巴利亚多利德省的一个市镇。总面积37平方公里，总人口435人（2001年），人口密度12人/平方公里。